# Berhida
Berhida là một thành phố thuộc hạt Veszprém, Hungary. Thành phố này có diện tích 42,73 km², dân số năm 2010 là 5995 người, mật độ 140 người/km².